# Оливейра дос Сантос, Итало
Ита́ло Жозе́ Оливе́йра дос Са́нтос, более известный как просто Ита́ло (порт. Ytalo José Oliveira dos Santos; род. 12 января 1988 года в Масейо) — бразильский футболист, нападающий клуба «Ред Булл Брагантино».

## Биография
Итало — воспитанник клуба «Коринтианс Алагоано», где на своём уровне забивал множество голов. В раннем возрасте переехал в Португалию, где сначала стал играть за «Маритиму B», а 1 февраля 2009 года дебютировал в Примейра-лиге за основной состав «Маритиму» в матче против «Навала». Игра закончилась победой «Маритиму» со счётом 1:0, а Итало вышел на замену на 80 минуте.
В первые годы карьера молодого нападающего развивалась с большим трудом. Ни в «Маритиму», ни в клубах, куда его отдавали в аренду («Интернасьонал», «Можи-Мирин», «Униан Фредерикенсе»), Итало не показывал высокой результативности. В 2013 году перешёл в «Паулисту», однако пропустил почти весь год из-за травмы. 2014 год без особого успеха начал в чемпионате штата Сан-Паулу, но после перехода в «Гуаратингету» сумел заявить о своём бомбардирском таланте в Серии C — в 17 матчах он отличился 12 голами. В 2015 году помог своей новой команде, «Озаску Аудакс», неожиданно дойти до финала Лиги Паулисты, благодаря чему он привлёк внимание более сильных клубов. Вторую половину года Итало на правах аренды провёл в «Атлетико Паранаэнсе». В 2016 году нападающего приобрёл «Сан-Паулу».
Однако закрепиться в стане «трёхцветных» Итало не получилось, и в 2017 году он отправился в аренду в свой предыдущий клуб «Озаску Аудакс». Следующие два года в карьере нападающего вновь были не очень удачными — он продолжил часто менять команды, успев поиграть за КРБ, македонский «Вардар» и «Линенсе».
После того, как Итало удалось вылечить больное колено в Браганса-Паулисте, он получил приглашение от Тиаго Скуро присоединиться к команде «Ред Булл Бразил». Итало отлично проявил себя в Лиге Паулисте 2019, став лучшим бомбардиром турнира, и в апреле того же года перешёл в «Брагантино», который уже объявил об соглашении с Red Bull GmbH и будущем ребрендинге в «Ред Булл Брагантино». Итало стал одним из лидеров команды, которой помог выиграть Серию B и вернуться в высший эшелон бразильского футбола. В 2021 году «Ред Булл Брагантино» впервые в своей истории вышел в финал международного турнира — Южноамериканского кубка. Итало сыграл во всех 13 матчах своей команды и отметился тремя забитыми голами.

## Достижения
Командные
- Чемпион Серии B Бразилии (1): 2019
- Финалист Южноамериканского кубка (1): 2021

Личные
- Лучший бомбардир чемпионата штата Сан-Паулу (1): 2019 (7 голов)